# Monoszló
Monoszló is een plaats (község) en gemeente in het Hongaarse comitaat Veszprém. Monoszló telt 162 inwoners (2001).